# Campeón de Campeones 2018-19
La copa Campeón de Campeones 2018-19 fue la edición XLVII del Campeón de Campeones. Esta edición fue disputada por los campeones de la Liga MX correspondientes al Apertura 2018: América y Clausura 2019: Tigres.
El América se consagró campeón por sexta vez, tras vencer a Tigres en tanda de penales por 6-5, tras concluir en tiempo regular el marcador por 0-0.

## Sistema de competición
Disputaron la copa Campeón de Campeones 2018-19 los campeones de los torneos Apertura 2018 y Clausura 2019.
El Club vencedor del Campeón de Campeones es aquel que en el partido anote el mayor número de goles. Si al término del tiempo reglamentario el partido está empatado, se procede a lanzar tiros penales, hasta que resulte un vencedor.

## Información de los equipos
| Equipo  | Entrenador       | Estadio       | Ciudad                               |
| ------- | ---------------- | ------------- | ------------------------------------ |
| América | Miguel Herrera   | Azteca        | Ciudad de México                     |
| Tigres  | Ricardo Ferretti | Universitario | San Nicolás de los Garza, Nuevo León |

## Partido
| 14 de julio de 2019, 18:15 (UTC-7)            | América                                                                                 | 0:0 (6:5 p.)               | Tigres                                                                           | Dignity Health Sports Park, Carson                              |                                                                 |
|                                               |                                                                                         | Reporte                    |                                                                                  | Asistencia: 27 800 espectadores Árbitro(s): Jorge Antonio Pérez | Asistencia: 27 800 espectadores Árbitro(s): Jorge Antonio Pérez |
|                                               |                                                                                         | Tiros desde el punto penal |                                                                                  |                                                                 |                                                                 |
|                                               | Castillo · Aguilera · Valdez · Ménez · Martínez · Aguilar · Córdova · Uribe · Marchesín |                            | Gignac · Carioca · Rodríguez · Vargas · Dueñas · Ayala · Pizarro · Damm · Aquino |                                                                 |                                                                 |
| América Campeón de Campeones 2018-19 (6:5 p.) |                                                                                         |                            |                                                                                  |                                                                 |                                                                 |

| Campeón de Campeones 2018-19 |
| ---------------------------- |
| Bandera del Club América     |
| América                      |
| 6.º Título                   |